# Tobias Dantzig
Tobias Dantzig (Šiauliai, 19 febbraio 1884 – Los Angeles, 9 agosto 1956) è stato un matematico lettone.

## Biografia
Nato nell'attuale Lettonia, allora Impero russo, Tobias Dantzig studiò matematica con Henri Poincaré a Parigi.
Maritatosi con Anja Ourisson, già collega di studi universitari, nel 1910 emigrò negli Stati Uniti dove ebbe un figlio George Dantzig, il quale è considerato il padre della programmazione lineare.
Dantzig, per la sua mancanza di familiarità con la lingua inglese, lavorò per un po' di tempo come boscaiolo, operaio stradale, e imbianchino in Oregon, finché non ritornò all'accademia dietro incoraggiamento di Frank Griffin matematico del Reed College.
Nel 1917 ricevette un dottorato di ricerca in matematica dall'Università dell'Indiana, ove stava lavorando come professore.
In seguito insegnò all'Università Johns Hopkins di Baltimora, alla Columbia University di New York, ed all'University of Maryland.
(Albert Einstein, a proposito de Il Numero: Linguaggio della Scienza)

## Opere tradotte in italiano
- Tobias Dantzig, Il numero: linguaggio della scienza, collana Didattica viva, traduzione di Liliana Ragusa Gilli, Firenze, La Nuova Italia, 1985, ISBN 8822102290.

## Opere (lista parziale)
- Number: The Language of Science (1930)
- Aspects of Science (1937)
- Henri Poincaré, Critic of Crisis: Reflections on His Universe of Discourse (1954)
- The Bequest of the Greeks (1955)

## Saggi
- Fingerprints e The Empty Column, in Encyclopædia Britannica's Gateway to the Great Books, 1963.